# Кабинет Гунелл
Кабинет Гунелл (швед. Regeringen Gunell) — 12-й кабинет министров Аландских островов, который возглавляет Камилла Гунелл. Сформирован 25 ноября 2011 года.
| Должность                                      | Министр            | Фото | Партийная принадлежность | Пребывание в должности  |
| ---------------------------------------------- | ------------------ | ---- | ------------------------ | ----------------------- |
| Премьер-министр                                | Гунелл, Камилла    |      | Сициал-демократическая   | 25.11.2011 — 25.11.2015 |
| Вице-премьер и Министр финансов                | Рогер Нордлунд     |      | Аландский центр          | 25.11.2011 — 25.11.2015 |
| Министр образования и культуры                 | Юхан Эн            |      | Аландские умеренные      | 25.11.2011 — 25.11.2015 |
| Министр социальных вопросов и окружающей среды | Карина Аалтонен    |      | Сициал-демократическая   | 25.11.2011 — 25.11.2015 |
| Министр администрации                          | Гун Мари Линдхольм |      | Независимый блок         | 25.11.2011 — 25.11.2015 |
| Министр промышленности и торговли              | Фредрик Карлстрем  |      | Независимый блок         | 25.11.2011 — 25.11.2015 |
| Министр связи и инфраструктуры                 | Вероника Тернрус   |      | Аландский центр          | 25.11.2011 — 25.11.2015 |